# Bad Sex in Fiction Award
Der Bad Sex in Fiction Award ist ein jährlich von der renommierten britischen Zeitschrift Literary Review an einen zeitgenössischen Romanautor vergebener Preis für die schlechteste Beschreibung einer Sex-Szene.
Ziel des Preises ist es, „in ansonsten achtbaren zeitgenössischen Romanen“ „die Aufmerksamkeit auf die kruden, geschmacklosen, oft nachlässig geschriebenen und redundanten sexuellen Passagen in modernen Romanen zu lenken, um solche künftig zu verhindern“ (ehemaliger Chefredakteur Auberon Waugh, † 2001).
Der Preisträger erhält eine „hübsche, moderne, semiabstrakte Skulptur, die Sex vage andeutet“ (Waugh).

## Preisträger
- 1993: Melvyn Bragg für A Time to Dance
- 1994: Philip Hook für The Stonebreakers
- 1995: Philip Kerr für Gridiron
- 1996: David Huggins für The Big Kiss: An Arcade Mystery
- 1997: Nicholas Royle für The Matter of the Heart
- 1998: Sebastian Faulks für Charlotte Gray
- 1999: A. A. Gill für Starcrossed
- 2000: Sean Thomas für Kissing England
- 2001: Christopher Hart für Rescue Me
- 2002: Wendy Perriam für Tread Softly
- 2003: Aniruddha Bahal für Bunker 13
- 2004: Tom Wolfe für I Am Charlotte Simmons (deutsch: Ich bin Charlotte Simmons)
- 2005: Giles Coren für Winkler
- 2006: Iain Hollingshead für Twenty Something
- 2007: Norman Mailer (postum) für The Castle in the Forest (deutsch: Das Schloss im Wald)[4]
- 2008: Rachel Johnson für Shire Hell,[5] John Updike für sein Lebenswerk[6]
- 2009: Jonathan Littell für The Kindly Ones (deutsch: Die Wohlgesinnten)[7]
- 2010: Rowan Somerville für The Shape of Her
- 2011: David Guterson für Ed King
- 2012: Nancy Huston für Infrarouge (englisch: Infrared, deutsch: Infrarot)
- 2013: Manil Suri für The City of Devi[8]
- 2014: Ben Okri für The Age of Magic[9]
- 2015: Morrissey für List of the Lost[10][11]
- 2016: Erri De Luca für The Day Before Happiness
- 2017: Christopher Bollen für The Destroyers
- 2018: James Frey für Katerina
- 2019: Didier Decoin für The Office of Gardens and Ponds und John Harvey für Pax[12]
- 2020: nicht vergeben, da die Jury der Meinung war, die Menschen seien bereits zu vielen „schlechten Dingen“ ausgesetzt, dass es nicht gerechtfertigt wäre, sie auch noch schlechtem Sex auszusetzen.[13]